# 福田兼親
福田 兼親（ふくだ かねちか、生没年不詳）は、安土桃山時代から江戸時代の武将。肥前国福田城主。肥前大村氏家臣。後に大村藩士。通称は半兵衛。法名宗半。父は福田忠兼。弟に福田兼重。子は福田兼則。妻は大村純忠の娘。なお、室町時代に活動した同名の先祖が居る。

## 生涯
福田忠兼の子として生まれる。天正14年（1586年）に父の計らいもあり、大村純忠の娘を妻とした。
文禄元年（1592年）から始まる文禄・慶長の役では、肥前諸将と共に小西行長率いる第一軍の与力として参加した。後に大村喜前と共に帰国し、慶長3年（1598年）には大村氏に完全に臣従することなり、福田から玖島に与えられた屋敷に移住した。以降は重臣として活動した。この時弟の兼重に別家を起こさせている。
江戸時代になると、息子の兼政にも藩主一門である大村公種の娘を嫁がせた。没年不詳。
この後も福田氏は大村氏との血縁関係を深め、大村家中では同族として扱われた。大村氏直系が絶えた後も、新たな主君となった伊丹氏系大村藩主家との血縁関係を深め、明治維新を迎えている。

## 参考資料
- 「中世長崎の基礎的研究」 外山幹夫
- 「新編大村市史」 第二巻 中世編 一章
- 「新編大村市史」 第二巻 中世編 二章
- 「新編大村市史」 第二巻 中世編 三章